# Джунуд Аллах
Джунуд Аллах (араб. جندالله‎ дословно — «Воины Аллаха», урду جنداللہ‎) — пакистанская террористическая организация, связанная с Техрик-е Талибан Пакистан.
Находилась под командованием Хакимуллы Мехсуда, эмира ТТП, до его смерти 1 ноября 2013 года.
Ахмед Марват, пресс-секретарь организации, 17 ноября 2014 года заявил агентству «Рейтер», что он поклялся в верности Исламскому государству.
Организация насчитывает в общей сложности до 20 000 боевиков.